# Gebiedsontwikkeling
Gebiedsontwikkeling is een ruimtelijkeordeningsterm voor de ontwikkeling van een afgebakend gebied in al haar facetten, gericht op het op een lijn brengen van publieke, private en particuliere belangen die bestuurlijke en sectorale grenzen doorsnijden, waarbij overheden samenwerken met maatschappelijke partners en risicodragend participeren. Gebiedsontwikkeling is een vorm van publiek-private samenwerking.

## Etymologie
Het begrip 'gebiedsontwikkeling' staat nog niet in de Grote Van Dale editie 2005. Het woord lijkt sinds midden jaren 1990 opgang te maken. In de eerste versie van de Nota over de Ruimtelijke Ordening Ruimte maken, Ruimte delen zoals die werd vastgesteld door de Ministerraad op 15 december 2000 komt het woord ‘Gebiedsontwikkeling’ niet voor. In de Nota Ruimte Ruimte voor ontwikkeling, deel 4, de afronding van de vijfde nota uit 2006 wordt het begrip acht maal genoemd.

## Gebiedsontwikkeling, ruimtelijke ordening en planologie
Bij ruimtelijke ordening staan van oorsprong de visie en het beleid van een overheid centraal. Bij gebiedsontwikkeling staan de aan een gebied gerelateerde maatschappelijke opgaven centraal en is participatie van belanghebbenden en marktpartijen vanzelfsprekend. Overheden stellen voorwaarden en marktpartijen, bewoners en gebruikers krijgen binnen die voorwaarden het recht van initiatief. De kwaliteit van de leefomgeving is een gedeelde verantwoordelijkheid en ook een gedeeld belang van publiek, privaat en particulier.
In de Nota Ruimte (2004) sprak men nog over ontwikkelingsplanologie. Tegenwoordig is dit concept vervangen door het begrip gebiedsontwikkeling, dat uitgaat van meer dan primair een ruimtelijke opgave en zich richt op een maatschappelijke opgave die een brede aanpak vereist. Gebiedsontwikkeling combineert twee vormen van planologie: toelatingsplanologie en ontwikkelingsplanologie, twee kanten van dezelfde medaille. Met toelatingsplanologie worden maatschappelijke waarden beschermd, zoals veiligheid, gezondheid en natuur. Het kenmerk van toelatingsplanologie is dat uitgegaan wordt van wat mag en kan volgens de regels die deze waarden beschermen. Ontwikkelingsplanologie is een manier van werken die het uitvoeren van ruimtelijke visies, plannen en projecten meer centraal stelt.

## Fasering
Gebiedsontwikkeling wordt veelal beschreven als een proces. Een gebiedsontwikkelingsproces is in te delen in vier fasen: initiatief, voorbereiding, uitvoering en gebruik. De eerste drie fasen hebben betrekking op de ontwikkeling van de locatie en de laatste op de exploitatie ervan. In de literatuur zijn vele varianten op deze fasering te vinden, die voornamelijk verschillen in de verdeling in subfasen.